# Макнил, Дуайт
Дуа́йт Джеймс Мэ́ттью Макни́л (англ. Dwight James Matthew McNeil; род. 22 ноября 1999, Рочдейл, Северо-Западная Англия) — английский футболист, выступающий на позициях крайнего полузащитника и атакующего полузащитника. Игрок клуба «Эвертон».

## Клубная карьера

### «Бернли»
Уроженец Рочдейла, Большой Манчестер, Дуайт Макнил был игроком футбольной академии «Манчестер Юнайтед» до 2014 года, после чего присоединился к академии клуба «Бернли». В сезоне 2016/17 начал регулярно выступать за команду до 18 лет, а в сезоне 2017/18 уже был одним из ведущих игроков команды до 23 лет. По итогам сезона 2017/18 был признан лучшим молодым футболистом «Бернли».
В основном составе «Бернли» дебютировал 13 мая 2018 года в матче последнего тура Премьер-лиги против «Борнмута», выйдя на замену Аарону Леннону уже в добавленное время. 30 августа 2018 года впервые вышел в стартовом составе «Бернли» на ответный матч квалификационного раунда плей-офф Лиги Европы против «Олимпиакоса». 2 сентября 2018 года Макнил вышел в стартовом составе на матч Премьер-лиги против «Манчестер Юнайтед». На тот момент ему было 18 лет и 284 дня и он стал первым в истории «Бернли» тинейджером, вышедшим в стартовом составе в матче Премьер-лиги. 30 декабря 2018 года забил свой дебютный гол за «Бернли». Это случилось в матче АПЛ против клуба «Вест Хэм Юнайтед», который завершился победой «Бернли» со счётом 2:0. До конца сезона 2018/19 записал на свой счёт ещё два гола в ворота «Лестер Сити» и «Вулверхэмптона», а также отдал пять результативных передач.
В сезоне 2019/20 Макнил сумел окончательно закрепиться в основе «Бернли»: вингер принял участие во всех 38 матчах команды в Премьер-лиге, неизменно выходя в стартовом составе, в которых забил два гола (в ворота «Челси» и «Борнмута») и отдал шесть результативных передач.
16 октября 2020 года подписал новый контракт с «Бернли» до 30 июня 2024 года. В сезоне 2020/21 сыграл в 36 матчах команды в Премьер-лиге, забил два гола (в ворота «Эвертона» и «Астон Виллы») и отдал пять голевых передач.
Сезон 2021/22 получился для Макнила менее удачным, чем предыдущие: в 38 матчах чемпионата Англии он смог сделать всего один результативный пас, а «Бернли» по итогам сезона вылетел из АПЛ.

### «Эвертон»
28 июля 2022 года о переходе Макнила официально объявил футбольный клуб «Эвертон». Футболист подписал с новым клубом контракт сроком до 30 июня 2027 года и выбрал 7-й игровой номер. Сумма сделки официально не объявлялась. По сообщениям СМИ, с учётом возможных бонусов переход полузащитника обошёлся мерсисайдскому клубу примерно в 20 миллионов фунтов стерлингов. Дебют Макнила в «Эвертоне» состоялся 6 августа 2022 года в матче первого тура сезона 2022/23 против «Челси» (0:1), когда футболист вышел на поле в стартовом составе и отыграл 60 минут. 1 октября 2022 года забил свой первый гол за «Эвертон», который в итоге оказался для команды победным в гостевой игре против «Саутгемптона» (2:1). Всего в сезоне 2022/23 принял участие в 36 матчах «Эвертона» в чемпионате и отметился семью забитыми голами, став таким образом лучшим бомбардиром команды в сезоне.

## Карьера в сборной
В марте 2019 года получил первый вызов в сборную Англии (до 20 лет). 21 марта 2019 года дебютировал за команду в матче против сверстников из Польши.
30 августа 2019 года впервые был вызван в сборную Англии до 21 года. Дебют Макнила за сборную этой возрастной категории состоялся 11 октября 2019 года в игре против сверстников из Словении. За молодёжную сборную страны (до 21 года) выступал до 2021 года и всего провёл 10 матчей.

## Статистика выступлений

### Клубная
| Выступление      | Выступление      | Выступление      | Лига | Лига | Кубок | Кубок | Кубок лиги | Кубок лиги | Еврокубки | Еврокубки | Итого | Итого |
| Клуб             | Лига             | Сезон            | Игры | Голы | Игры  | Голы  | Игры       | Голы       | Игры      | Голы      | Игры  | Голы  |
| ---------------- | ---------------- | ---------------- | ---- | ---- | ----- | ----- | ---------- | ---------- | --------- | --------- | ----- | ----- |
| Бернли           | Премьер-лига     | 2017/18          | 1    | 0    | 0     | 0     | 0          | 0          | 0         | 0         | 1     | 0     |
| Бернли           | Премьер-лига     | 2018/19          | 21   | 3    | 2     | 0     | 1          | 0          | 2         | 0         | 26    | 3     |
| Бернли           | Премьер-лига     | 2019/20          | 38   | 2    | 1     | 0     | 1          | 0          | 0         | 0         | 40    | 2     |
| Бернли           | Премьер-лига     | 2020/21          | 36   | 2    | 2     | 0     | 2          | 0          | 0         | 0         | 40    | 2     |
| Бернли           | Премьер-лига     | 2021/22          | 38   | 0    | 0     | 0     | 2          | 0          | 0         | 0         | 40    | 0     |
| Бернли           | Итого            | Итого            | 134  | 7    | 5     | 0     | 6          | 0          | 2         | 0         | 147   | 7     |
| Эвертон          | Премьер-лига     | 2022/23          | 36   | 7    | 1     | 0     | 2          | 0          | 0         | 0         | 39    | 7     |
| Эвертон          | Премьер-лига     | 2023/24          | 35   | 3    | 3     | 0     | 3          | 0          | 0         | 0         | 41    | 3     |
| Эвертон          | Премьер-лига     | 2024/25          | 21   | 4    | 0     | 0     | 2          | 1          | 0         | 0         | 23    | 5     |
| Эвертон          | Премьер-лига     | 2025/26          | 0    | 0    | 0     | 0     | 0          | 0          | 0         | 0         | 0     | 0     |
| Эвертон          | Итого            | Итого            | 92   | 14   | 4     | 0     | 7          | 1          | 0         | 0         | 103   | 15    |
| Всего за карьеру | Всего за карьеру | Всего за карьеру | 226  | 21   | 9     | 0     | 13         | 1          | 2         | 0         | 250   | 22    |